# بيدفورت

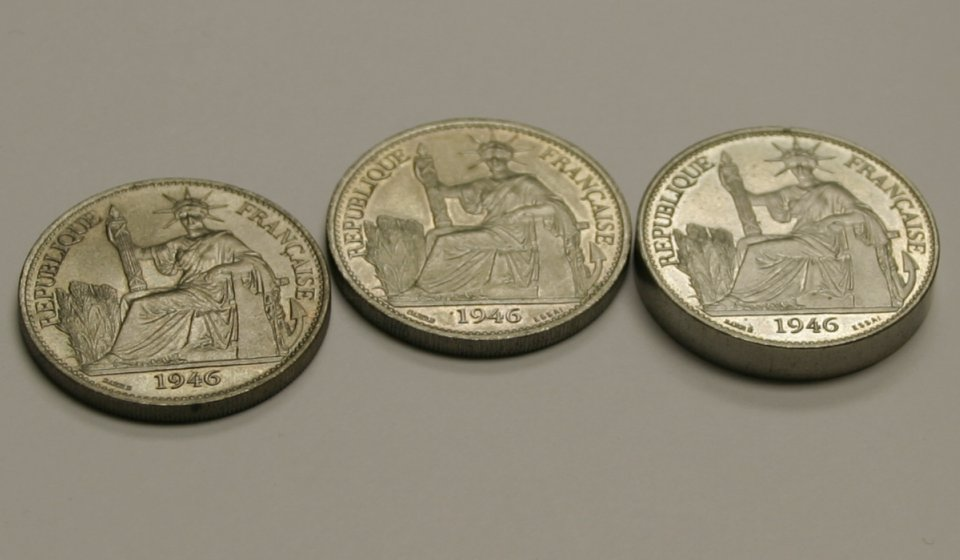
بيدفورت على اليمين

عملة بيدفورت عملة معدنية سميكة بشكل غير عادي غالبًا ما يكون وزنها وسمكها ضعف وزن وسمك العملات المعدنية الأخرى ذات القطر والنقش نفسه. لا تُتداول عملات بيدفورت عادةً وتُسك فقط لأغراض العرض من قِبل مسؤولي دار السك (مثل النقوش) أو لهواة جمع العملات وكبار الشخصيات وغيرهم من كبار الشخصيات. تُكتب كلمة بيدفورت بشكل أقل شيوعًا "بيفورت".

## تاريخ

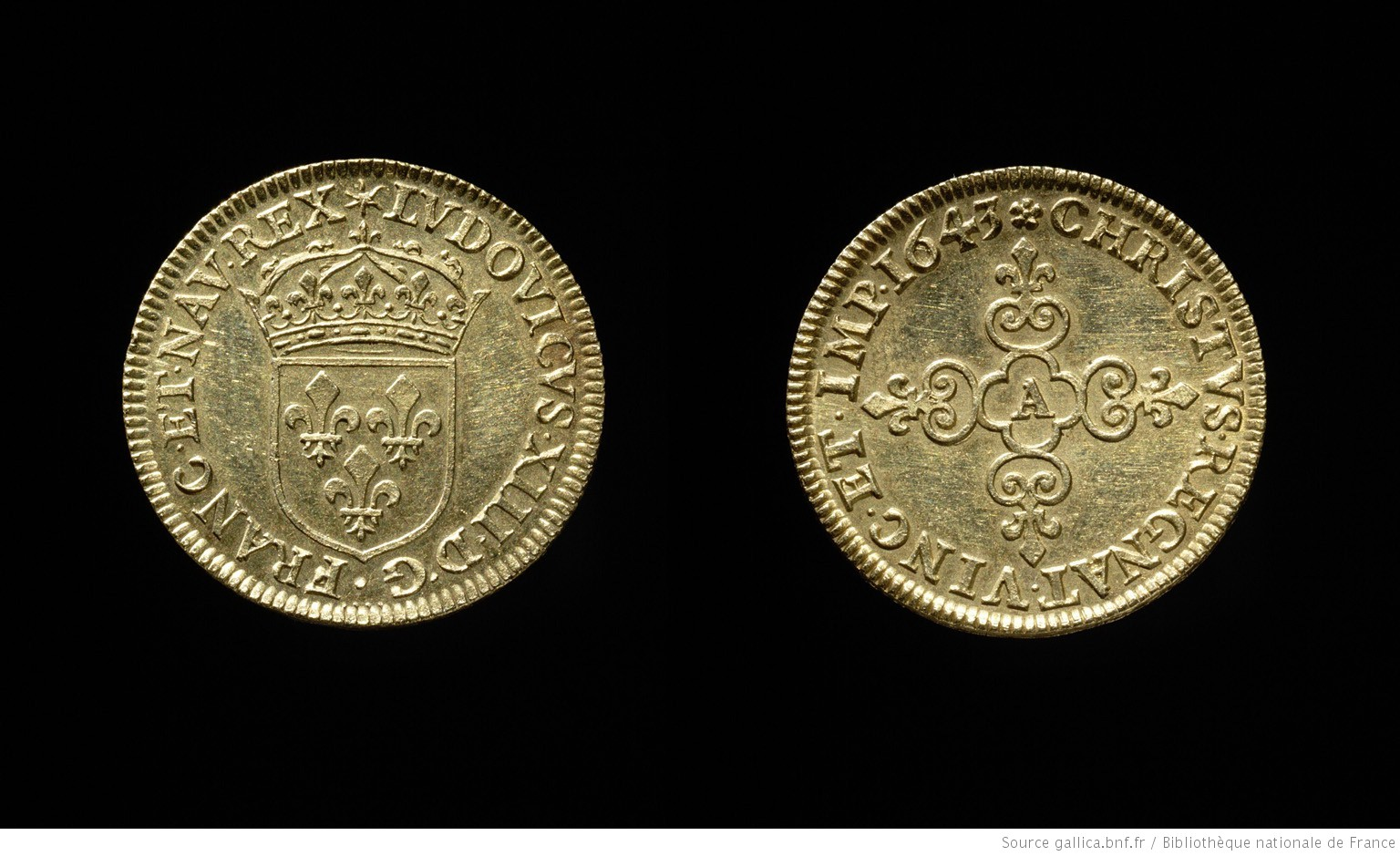
بيدفورت من الذهب إيكو لويس الثالث عشر فرنسا 1643

سجلت عملات بيدفورت لأول مرة في فرنسا وبريطانيا العظمى خلال العصور الوسطى مع ظهور أول عملات بيدفورت الفرنسية في القرن الثاني عشر. ربما كان السبب وراء سك العملات المعدنية في شكل بيدفورت هو منع ضياعها بين العملات المعدنية المتداولة العادية. النظريات حول الغرض الأصلي من أقدم عملات بيدفورت هي :
1. كنماذج للموافقة الإدارية.
2. كأنماط لإظهار للنقاشين في مختلف أنواع العملات كيف ينبغي أن يبدو التصميم المعتمد.[1]
3. كأدوات حسابية أو جيتونات لمسؤولي دار سك العملة تشبه معلمًا بسيطًا أو حبات على آلة حاسبة أكثر تعقيدًا.[2]

وفي وقت لاحق أدت ندرة إصدارات بيدفورت من عملات الأمم إلى استخدامها كهدايا دبلوماسية مرموقة للملوك والنبلاء وكبار الشخصيات وغيرهم من الشخصيات المهمة. تجدر الإشارة إلى أن جمع العملات المعدنية كان يُطلق عليه تقليديًا "هواية الملوك". أدى الطلب على العملات المعدنية من قبل جامعي العملات ذوي النفوذ السياسي إلى إنتاج روتيني لدرجة أن حق الأقدام القوية أو "حق الحصول على العملات المعدنية" تأسسة كمجموعة قواعد رسمية تحدد من يحق له الحصول على نسخة من تصميم عملة معدنية جديدة على شكل عملة معدنية. يعود تاريخ مراسيم هذه القواعد إلى عام 1355 على الأقل في فرنسا.
كانت أولى العملات البريطانية عبارة عن بنسات فضية سكت في عهد إدوارد الأول (1272 إلى 1307). توقفت بريطانيا عن سك العملات المعدنية بشكل روتيني في عام 1588 لكن فرنسا استمرت في سكها لمدة 150 عامًا أخرى على الأقل قبل أن تتوقف أيضًا عن الإنتاج. بدأ الإنتاج الروتيني للتحصينات مرة أخرى في فرنسا في عام 1890 وبدأت بريطانيا في إنتاج تحصينات متاحة للجمهور لأول مرة في عام 1982. منذ ذلك الحين أصبحت دار سك العملة الملكية البريطانية مشهورة بإنشاء العديد من عملات بيدفورت التذكارية. أنتجت الصين تحصينات لهواة الجمع في عام 1988.

## علم أصول الكلمات
بيدفورت هي كلمة مركبة من الكلمتين الفرنسيتين " بييد " (قدم) و" فورت " (قوي أو عظيم أو ثقيل). وهذا يعني حرفيًا "القدم الثقيلة" ولكن المعنى الاصطلاحي هو "الوزن الثقيل". سجلتها القواميس الفرنسية الموسوعية في القرن الثامن عشر في شكل كلمتين منفصلتين، "بيدفورت" (1774):
حصن بييد من حيث العملة تُقال هذه الكلمة عن عملة من الذهب أو الفضة أو أي معدن آخر وهي أكثر سمكًا من العملة العادية
يظهر الشكل الحديث لـ "بيدفورت" باللغة الإنجليزية بحلول عام 1802 في سوذبيز كتالوج المزاد في ذلك الوقت كان المصطلح قيد الاستخدام على نطاق واسع.

## خطأ إملائي
أثبت عدم صحة كتابة كلمة بيفورت بشكل خاطئ في عام 1917عندما أصبح الخطأ شائعًا بما يكفي لتبرير ذكره في قاموس المصطلحات النقدية المبكر :
تعني كلمة بيفورت أو بالأحرى بييدفورت حرفيًا أي عملة معدنية مضروبة على قطعة سميكة بشكل غير عادي كقطعة تجريبية أو مقال.
ظهر الخطأ الإملائي لكلمة بيفورت في اللغة الإنجليزية في وقت مبكر من عام 1893 حيث قدم المؤلف والمؤلفون المستشهدون أصولًا خاطئة للكلمة تتعلق بوزن (وليس سمك) العملة المعدنية وتصوير أرجل بشرية على العملة المعدنية وتحريف اسم مدينة لييج البلجيكية ("لويك" باللغة الهولندية) باسم "رجل". 
كراوس وميشلر المؤثران كتالوج قياسي من العملات العالمية وقد استخدمت على حد سواء بيدفورت و بيفورت بالتبادل لمدة 3 عقود سابقة على الأقل اعتبارا من عام 2012.
لقد تسلل الخطأ الإملائي بيفورت مرة أخرى إلى اللغة الفرنسية كـ بيفورت.